# Dariusz Kuć
Dariusz Stanisław Kuć (* 24. April 1986 in Krakau) ist ein polnischer Sprinter, der sich auf den 100-Meter-Lauf spezialisiert hat.
2006 wurde er bei den Europameisterschaften in Göteborg Sechster im Einzelbewerb und gewann mit der polnischen Mannschaft Silber in der 4-mal-100-Meter-Staffel. Bei den Weltmeisterschaften 2007 in Osaka und bei den Olympischen Spielen 2008 in Peking schied er im Viertelfinale aus. In Peking war er auch Teil der polnischen 4-mal-100-Meter-Stafette, die im Vorlauf das Ziel nicht erreichte.
2009 wurde er bei den Halleneuropameisterschaften in Turin Sechster über 60 Meter, kam aber bei den Weltmeisterschaften in Berlin erneut nicht über das Viertelfinale hinaus. Bei den Europameisterschaften 2010 in Barcelona belegte er mit der polnischen Stafette den fünften Platz. 2011 folgte bei den Weltmeisterschaften in Daegu das Erreichen des Halbfinales und ein vierter Platz in der Staffel. Bei den Olympischen Spielen 2012 in London scheiterte er sowohl im Einzelbewerb wie auch mit der polnischen Stafette im Vorlauf.
Viermal wurde er polnischer Meister über 100 Meter (2006, 2008, 2009, 2012) und einmal über 200 Meter (2009). In der Halle errang er dreimal den nationalen Titel über 60 Meter (2006, 2009, 2012).

## Persönliche Bestzeiten
- 60 m (Halle): 6,59 s, 14. Februar 2009, Valencia
- 100 m: 10,15 s, 12. Juni 2011, Krakau
- 200 m: 20,59 s, 17. Juni 2012, Bielsko-Biała
  - Halle: 21,11 s, 17. Januar 2006, Luxemburg